# Gehoorschade

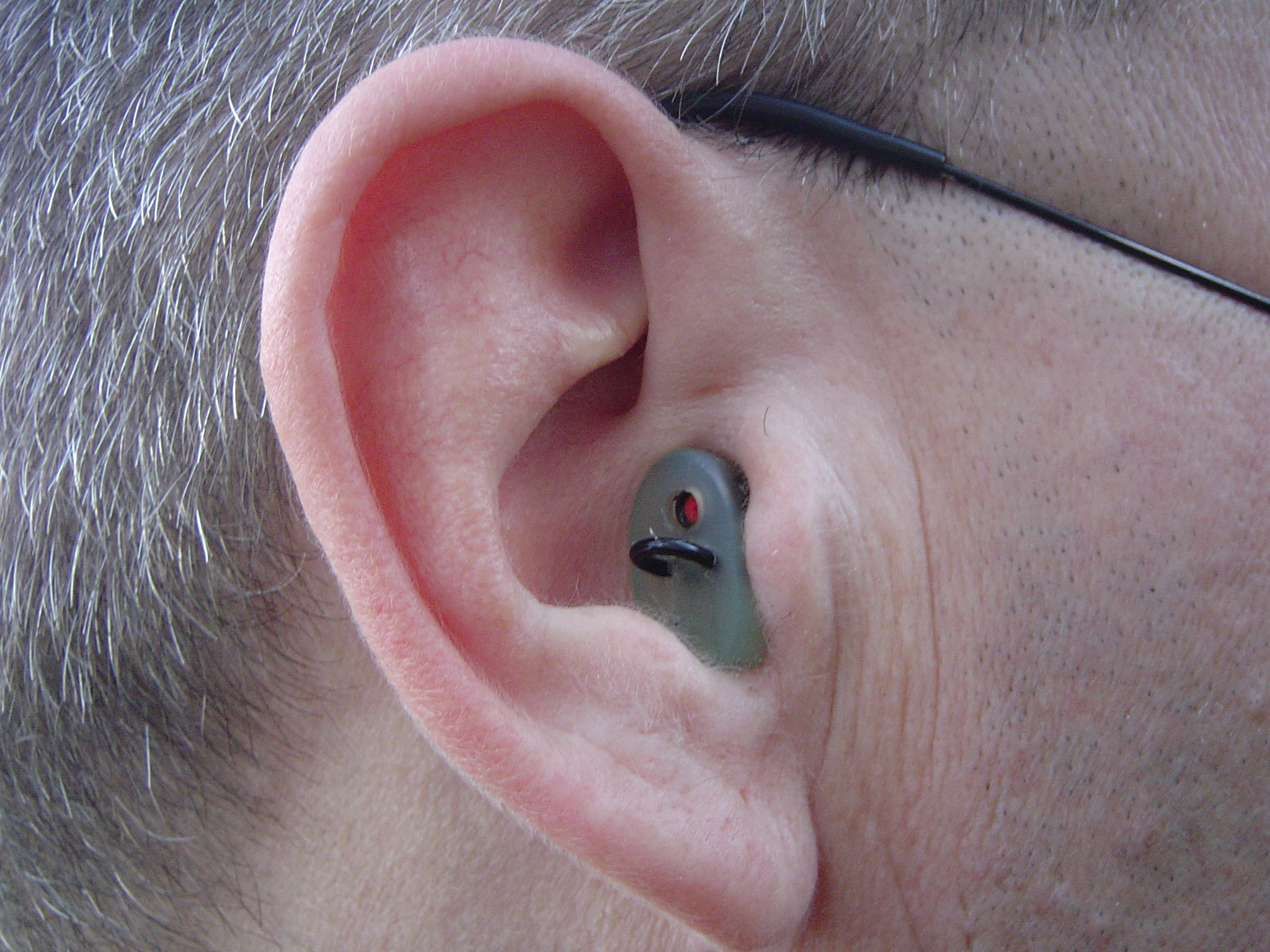
Op maat gemaakte oordop voor motorrijders

Gehoorschade is de verslechtering of verstoring van het gehoor. In veel gevallen ontstaat gehoorschade door te lange blootstelling aan hard geluid, zoals harde muziek en vormen van lawaai. Gehoorschade kan ook ontstaan door bepaalde ziekten. Bij gehoorschade wordt meestal gedacht aan minder of slechter horen, maar ook de bekende piep (tinnitus) in de oren als gevolg van het luisteren naar luide muziek is een teken van gehoorschade. Bij beginnende gehoorschade krijgt het niveau waaronder een persoon geen geluid meer waarneemt, de gehoordrempel, een hogere waarde. Gehoorschade kan vastgesteld worden door het bepalen van een audiogram in een audiologisch onderzoek. Door in het audiogram aan te geven hoeveel de spraakbanaan wordt doorsneden is een inschatting te maken in hoeverre de persoon andere mensen minder goed kan verstaan en of een gehoorapparaat nodig is.

## Getroffen groepen
Oorspronkelijk waren het voornamelijk mensen die door hun beroep veel aan hoge geluidsniveaus blootstaan (arbeiders enz.), die met gehoorschade te kampen kregen. Sinds het eind van de twintigste eeuw is het vooral het geregeld luisteren naar heel luide muziek (in discotheken, op muziekfestivals of events, of thuis met MP3-spelers enz.) waardoor mensen - waaronder ook vaak jongeren - gehoorschade oplopen. Inmiddels heeft in Nederland ruim een half miljoen jongeren tussen de 16 en 30 jaar (15% van het totaal aantal jongeren in die leeftijd in Nederland) te kampen met blijvende gehoorschade. Per jaar komen daar zo'n 20.000 jongeren bij.
Een andere groep die gevaar loopt, bestaat uit personen die veel met de motorfiets rijden. De oorzaak is niet zozeer het motorgeluid, maar wel de voortdurende luchtstroom langs de helm. Bij snelheden van meer dan 100 km/u kan het geluidsniveau daarvan aardig oplopen. Regelmatige motorrijders kunnen hierdoor gehoorschade oplopen.
Veel professionele motorrijders en regelmatige bezoekers van discotheken, poppodia en muziekgebeuren dragen daarom speciaal op maat gemaakte gehoorbeschermers (z.g. oordopjes/otoplastiekjes). Veel hobby- of woon-werkverkeerrijders gebruiken deze ook, of de veel goedkopere universele dopjes. Ook in de bouw en in fabrieken wordt vaak gehoorbescherming gedragen door mensen die langdurig moeten werken met machines die veel lawaai maken, zoals bv. een drilboor of een trilplaat. Voor het uitgaanspubliek zijn er universele oordopjes en otoplastiekjes met een speciaal muziekfilter te koop, die wel het te luide geluid dempen, maar de muziekbeleving niet aantasten.
Wie geen oordopjes heeft, doet er goed aan de totale tijd dat het oor aan te luid geluid blootgesteld is, zo kort mogelijk te houden. Dit kan door regelmatig oorpauzes te nemen (een poosje uit de ruimte met het te luide geluid gaan). Een andere maatregel is niet te dicht in de buurt staan van de lawaaibron (boxen, machines, enz.). Een afstand van twee meter is vaak al voldoende om het risico op gehoorschade aanzienlijk te verminderen.

## Preventie
Gehoorschade ontstaat als iemand langere tijd wordt blootgesteld aan geluidsniveaus boven 80 dB(A), met lawaaidoofheid als uiteindelijke gevolg. Vanaf geluidniveaus van 100 dB(A) kan acute gehoorschade optreden. In bijvoorbeeld een discotheek kan het geluidsniveau gemakkelijk boven de 100 dB(A) uitkomen. Ook het gebruik van koptelefoons bij het luisteren naar muziek kan gehoorschade veroorzaken als het volume hiervan te hard staat. MP3-spelers zijn daarom vaak voorzien van een limiter waarmee het volume niet harder kan worden gezet dan een bepaald volume en bij een smartphone of tablet verschijnt bij gebruik van een koptelefoon op het scherm een melding wanneer het volume zo hard staat dat het gehoorschade kan veroorzaken en kleurt de volumebalk rood, zodat de gebruiker weet dat zijn/haar volume te hard staat en hij/zij dit dan terug kan draaien naar een zachter volume. 
| Geluidsniveau (in dB(A)) | Tijdsduur waarna gehoorschade kan optreden bij dagelijkse blootstelling |
| ------------------------ | ----------------------------------------------------------------------- |
| 120 dB                   | direct                                                                  |
| 110 dB                   | na 30 seconden                                                          |
| 100 dB                   | na 5 minuten                                                            |
| 95 dB                    | na 15 minuten                                                           |
| 92 dB                    | na 30 minuten                                                           |
| 89 dB                    | na 1 uur                                                                |
| 86 dB                    | na 2 uur                                                                |
| 83 dB                    | na 3 uur                                                                |
| 80 dB                    | na 8 uur                                                                |
| 77 dB                    | geen                                                                    |

Schade door blootstelling aan lawaai is niet omkeerbaar of te genezen. Ook kan door hoge geluidsniveaus oorsuizen of -fluiten (tinnitus) ontstaan, de zogenaamde piepstress, die zeer hinderlijk is en niet zelden leidt tot psychische klachten. 
De veiligheidsaspecten van ultrageluid-scans (bijvoorbeeld bij zwangerschap) worden nog onderzocht. Het is niet waarschijnlijk dat hier gehoorschade door ontstaat.
Ook zware hoortoestellen voor doven kunnen een hoog volume halen. Door langdurige blootstelling aan deze zware hoortoestellen kunnen doven duizeligheid, hoofdpijn, misselijkheid of oorsuizingen krijgen.

## Wettelijke normering
In Nederland worden werknemers beschermd tegen te hoge geluidsniveaus sinds het invoeren van de Arbowet. Oorspronkelijk gold een niveau van 85 dB(A) als bovengrens, maar die werd later aangescherpt naar 80 dB(A). Geluid boven een equivalent niveau van 80 dB(A) wordt als schadelijk beoordeeld, omdat het boven dat niveau bij langdurige blootstelling gehoorschade kan veroorzaken. Werkgevers moeten in zo een situatie gehoorbescherming aanbieden. Deze norm staat los van hinderbeleving in de werkomgeving.
In 2002 is aan de orde gekomen dat ook musici beschermd moeten worden tegen gehoorschade, hetgeen niet alleen voor musici in popgroepen, maar ook voor klassieke orkesten een moeilijk oplosbaar probleem vormt. Men ziet tussen de strijkers en blazers in een symfonieorkest steeds vaker een (doorzichtig) geluidsscherm.
In 2014 maakten het Ministerie van Volksgezondheid, Welzijn en Sport (VWS) en de muziekbranche de afspraak dat het geluidsniveau tijdens concerten beperkt zou worden tot een gemiddelde van 103 decibel, gemeten over vijftien minuten. In 2018 adviseerde het Rijksinstituut voor Volksgezondheid en Milieu (RIVM) een gemiddelde van 102 decibel bij personen vanaf zestien jaar. Het RIVM adviseert om bij evenementen voor jeugd een maximum van 91 decibel aan te houden.